# KS Shkumbini Peqin
Klubi Sportiv Shkumbini (KS Shkumbini) is een Albanese voetbalclub met als thuisbasis de stad Peqin. De thuiswedstrijden worden gespeeld op het Fusha Sportive Peqin.

## Bekende spelers
- Renato Arapi

Groep A (noord): Adriatiku · Albanët · Basania · Besëlidhja · Gramshi · Luzi · Murlani · Naftëtari · Sopoti · Tërbuni · Veleçiku

Groep B (zuid): Butrinti · Delvina · Devolli · Këlcyra · Luftëtari · Maliqi · Memaliaj · Oriku · Shkumbini · Tomori · Turbina ·